# Souleymane Ly
Souleymane Ly (* 23. Oktober 1919 in Fada N’Gourma; † 12. Dezember 1994 in Niamey) war ein nigrischer Pädagoge und Politiker.

## Leben
Souleymane Ly besuchte die Lehrerbildungsanstalt École normale William Ponty. Er arbeitete ab 1942 mit verschiedenen Funktionen im Schulwesen Nigers. Er war zunächst Schuldirektor in Gouré, 1943 wurde er stellvertretender Direktor der Schule von Zengou in Zinder und 1945 Direktor der Grundschule von Tahoua. Noch im selben Jahr wechselte er als Sekretär zur Schulaufsichtsbehörde in der Hauptstadt Niamey. Ly übernahm 1957 die Leitung einer Schule in Dogondoutchi und 1958 die Leitung der Regionalschule von Birni in Zinder. Anschließend arbeitete er ab 1960 als Schulinspektor. In den 1940er und 1950er Jahren gehörte er neben Mahamane Dan Dobi, Zada Niandou und Djibo Yacouba zu den prägenden Gestalten in der Etablierung eines Theaterlebens in den städtischen Zentren Nigers.
1961, ein Jahr nach der Unabhängigkeit Nigers, wechselte Souleymane Ly in die politische Verwaltung. Er war zunächst als Kabinettsdirektor im Ministerium für die Wirtschaft im ländlichen Raum tätig. 1963 wurde er Kabinettsdirektor im Ministerium für Verteidigung, Information und Jugend und 1966 Stellvertreter des Kreiskommandanten von Tillabéri. Ly wurde noch 1966 zum Unterpräfekten von Illéla bestellt und im Laufe des Jahres 1967 zum Unterpräfekten von Mirriah, was er bis 1968 blieb.
Danach war Souleymane Ly als Direktor der École Nationale d’Administration tätig. 1971 wurde zum Generalsekretär der nigrischen Regierung ernannt. Von diesem Amt trat er am 30. September 1974 zurück und widmete sich die darauffolgenden zwanzig Jahre bis zu seinem Tod als Direktor des Collège Lako in Niamey erneut dem Bildungswesen.

## Ehrungen
- Ritterkreuz des französischen Ordre national du Mérite (1973)
- Offizierskreuz des französischen Ordre des Palmes Académiques (1978)
- Großkreuz des nigrischen Nationalordens (1993)